# Carlo Maria Franzero
Carlo Maria Franzero (* 21. Dezember 1892 in Turin; † 29. Juni 1986 in London) war ein italienischer Journalist und Schriftsteller.

## Leben
Franzero studierte bis 1915 in seiner Geburtsstadt Turin und schlug die berufliche Laufbahn eines Journalisten ein. Als sich jedoch der Zweite Weltkrieg abzeichnete, floh der Gegner des Faschismus Benito Mussolinis aus Italien und fand in England eine zweite Heimat.
Hier arbeitete er von 1941 bis 1946 als Journalist für den Daily Telegraph. Nach Kriegsende blieb er in London und nahm hier 1950 eine Tätigkeit als Auslandskorrespondent für die italienische Zeitung Il Tempo auf.
Daneben schrieb er Sachbücher über geschichtliche (Roman Britain) und literarische Themen (z. B. eine Biographie von Oscar Wilde und eine Abhandlung über das englische Exil des Dichters Ugo Foscolo). Einem breiten Publikum wurde er allerdings durch seine zahlreichen historischen Romane bekannt, deren Handlung in Form von Lebensbildern bekannter historischer Figuren er zumeist im Umfeld der römischen Antike ansiedelte. Als Protagonisten seiner Romane treten u. a. Petrus, Pontius Pilatus, der letzte Etruskerkönig Tarquinius Superbus, Beau Brummell und Nero in Erscheinung. Dabei zeichnete er die Charaktere oft entgegen der üblichen Darstellung in Historiographie und Literatur, sodass z. B. sein Nero zu einer komplexen, aber mehr tragischen als negativen Herrscherfigur gerät.
Franzeros Roman über Kleopatra VII. diente zudem als zentrale Vorlage für das Drehbuch des 1963 von Joseph L. Mankiewicz inszenierten Monumentalfilms mit Elizabeth Taylor in der Titelrolle.
Franzero, der auch unter dem Pseudonym Charles Marie Franzero veröffentlichte, war Mitglied des P.E.N. und Träger des Verdienstordens der Italienischen Republik.

## Werke (Auswahl)
- 1935: Roman Britain. Allen & Unwin.
- 1937: Oscar Wilde. Sansoni.
- 1941: Inside Italy. Hodder & Stoughton.
- 1941: The House of Mrs. Caroline. Howell & Soskin.
- 1945: Appasionata. Allen & Unwin
- 1948: The Memoirs of Pontius Pilate. Allen & Unwin.
- 1950: The Story of St. Peter's. W. H. Allen.
- 1956: Nero (The Life and Times of Nero). Philosophical Library, dt. Erstveröffentlichung Winkler, München 1955.
- 1957: Kleopatra (The Life and Times of Cleopatra). Philosophical Library, dt. Erstveröffentlichung Winkler, München 1957.
- 1958: The Life and Times of Beau Brummell. Redman.
- 1961: Tarquinius der Etrusker (The Life and Times of Tarquin the Etruscan). Redman, dt. Erstveröffentlichung Winkler, München 1961.
- 1971: Ugo Foscolo a Londra. Guandra.

## Weblink
- Literatur von und über Carlo Maria Franzero im Katalog der Deutschen Nationalbibliothek

| Personendaten    | Personendaten                               |
| ---------------- | ------------------------------------------- |
| NAME             | Franzero, Carlo Maria                       |
| ALTERNATIVNAMEN  | Franzero, Charles Marie (Pseudonym)         |
| KURZBESCHREIBUNG | italienischer Journalist und Schriftsteller |
| GEBURTSDATUM     | 21. Dezember 1892                           |
| GEBURTSORT       | Turin                                       |
| STERBEDATUM      | 29. Juni 1986                               |
| STERBEORT        | London                                      |